# 민정중
민정중(閔鼎重, 1628년 ~ 1692년 6월 25일)은 조선 중기의 문신이다. 본관은 여흥으로 자는 대수(大受), 호는 노봉(老峯), 시호는 문충(文忠)이다. 민유중의 형으로 인현왕후의 백부이다. 당색은 서인(西人)이며, 1689년 서인이 노론과 소론으로 분당될 때는 노론을 선택하였다. 산림 학자들의 중용과 민회빈 강씨의 복권 등의 여론을 주도하였다.
1649년(인조 27) 정시 문과에 장원 급제, 성균관전적이 되고 삼사와 승정원의 청요직을 두루 역임하고, 남인 유학자들의 등용을 주장하기도 했다. 대사성 재직 시 성균관의 개보수와 강과(講課)에 마음을 다해 선비 양성을 기울였고 함경도관찰사로 재직 중에도 그곳의 학구열과 문풍 향상 등 쇄신에 힘썼다.
1659년 현종이 즉위하자 상소를 올려 인조 때 역적으로 논죄되어 죽음을 당한 소현세자빈 민회빈 강씨의 억울함을 상소하였다. 이후 민회빈 강씨의 억울함을 청하는 상소가 계속 올라와 숙종 때 복권된다. 그러나 예송논쟁을 계기로 남인에 대해 경직된 태도를 보였고, 1675년(숙종 1) 다시 이조판서가 되고 그 해 허목, 윤휴, 허적 등 남인이 집권하자 서인 당원이라는 이유로 배척되어 관직이 삭탈되고, 1679년 장흥(長興)으로 유배되었다가 이듬해 경신환국으로 송시열 등과 함께 귀양에서 풀려났다. 이해 우의정이 되고, 다시 좌의정이 되었다. 좌의정 재직 시 호포(戶布) 개혁 등을 실행하려 하다 영의정 김수항(金壽恒) 등의 반대로 실패하였다.
1680년(숙종 6년) 보사원종공신 1등(保社原從功臣一等)에 책록되었다.
남인 온건파 영수 허적은 외외종숙으로, 이때문에 윤휴, 허목 등을 적극 추천하여 정계입문을 지원하기도 했다. 그러나 예송 논쟁을 거치면서 남인에게도 열린 자세를 견지했던 그의 포용력은 사라졌고, 경신대출척을 전후하여 남인을 척결하는데 앞장 선다. 흥선대원군의 외할아버지 민경혁은 그의 4대손이다. 우암 송시열의 문인이다.

## 생애

### 생애 초반
관찰사를 지낸 민광훈과 부인 이씨의 아들로 태어났다. 할아버지는 선조 때의 우의정 민기(閔機)이고 할머니는 연안 이씨로 이광정의 딸이다. 할머니 연안 이씨를 통해 남인의 청남파 홍우원, 남인 탁남파 허적 등과도 인척간이 된다. 허적은 할머니 연안 이씨의 친정어머니 양천허씨의 친정 조카였고, 홍우원은 그보다 더 가까워서 할머니 연안 이씨의 여동생의 남편, 홍우원은 그에게 대이모부가 된다. 그러나 예송 논쟁을 계기로 이들과의 사이는 다소 벌어지게 된다. 예송 논쟁 외에도 일부 남인이 희빈 장씨를 적극적으로 미는 것을 계기로 남인과는 원수나 다름없게 된다.
친형은 학자 민시중이고 동생은 후일 인현왕후의 아버지가 되는 국구 민유중이었다. 또한 명성황후 민비와 순명효황후는 각각 민유중의 5대손, 6대손이 된다. 아버지 민광훈에게 한학을 배우다가 우암 송시열의 문하에서 수학하였으며, 동생 민유중과 함께 송준길의 문하에도 출입하였다. 그의 집안은 대대로 서인에 속했다.

### 관료생활 초반
1649년(인조 27) 4월 4일 정시 문과에 장원으로 급제하였다. 성균관 전적으로 벼슬을 시작해 중직 대부(中直大夫) 행 세자시강원 사서 겸 춘추관 기사관(行世子侍講院司書兼春秋館記事官)으로 승진하여 인조실록 편찬시 실록청 도청 낭청(都廳郞廳)을 겸하여 실록 편찬에 참여하였다. 이후 예조좌랑, 세자시강원사서(世子侍講院司書)가 되었다. 1651년 6월 부사과(副司果)로 재직 중 상소를 올려 인재를 적재적소에 등용할 것과 인재를 헤아리는 것으로 책임을 맡기는 것, 억울한 자를 살펴 가릴 것을 상소하였다. 그의 상소로 정태제(鄭泰齊)가 석방에서 풀려나고, 조익 등이 사면되었다. 같은 해 홍문록(弘文錄)에 들었다.
이후 직언(直言)을 잘 한다고 인정받아 1651년(효종 2) 7월 사간원정언이 되고 바로 부조리를 일으킨 고관들을 논핵하였다. 그 해에 홍문관부수찬과 수찬을 거쳐 그해 12월 비변사 문사 낭청이 되었다. 이후 김자점의 옥사를 다스린 공로로 1652년 가자되었고, 부수찬이 되었다가 1652년 2월 암행어사로 파견되었다가 돌아왔다. 이후 사간원사간, 홍문관수찬·교리·응교, 사헌부집의를 지냈다. 이후 전라도 암행어사에 임명되고 이후 충청도, 경상도에 암행어사로 파견되었다가 돌아왔다. 1652년(효종 3년) 봄 부교리로 있을 때 상소하여 인재를 발굴하여 등용할 것을 적극 건의한다.
 
현재 윤휴 · 윤선거와 같은 사람들은 모두 유학(儒學)으로 당대의 촉망을 받고 있습니다.
전하께서 특명으로 백의(白衣)를 소견하시기를 고사(古事)처럼 하시어 제각기 갖고 있는 생각을 진달하게 하여
그들의 재주가 쓸만하면 채용하고 그렇지 않으면 돌려보내는 것이 가합니다.
윤휴와 윤선거는 모두 세신(世臣)인데, 만약 그들의 인품을 논한다면
윤휴는 재주와 식견이 탁월하고 윤선거는 국량이 견고하고 확실합니다.— 《효종실록》 8권, 효종 3년(1652년) 4월 26일

그의 주청으로 윤휴, 윤선거 등의 학자들이 당색을 초월하여 조정에 등용되었다. 또, 송시열과 송준길이 조정에 뜻을 두지 않고 관작을 사퇴하려 했을 때도 여러번 만류하거나 그들을 불러들이게 한다. 남인 온건파 영수 허적은 외외종숙이었던 탓에 야당인 남인에 속한 윤휴, 허목 등을 적극 추천하여 정계입문을 지원하기도 했다. 그러나 예송 논쟁으로 스승인 송시열과 송준길이 남인의 인신공격성 힐난을 받자, 그 길로 남인과 영구히 절연하고 남인을 정계에서 제거하는데 앞장 선다.
또한 학자이기도 했던 그는 문하에 만수재(晩守齋) 이민기(李敏琦) 등의 문하생을 배출했다.
그해 4월 4일에는 승지에 임명된 윤선도의 행실을 문제삼아 논핵하였고, 4월 16일 홍문관교리가 되어, 바로 곽지명(郭志明) 등을 인재로 천거하였다. 5월 21일에는 소현세자빈 민회빈 강씨의 억울함을 효종에게 직접 상주하여 논란이 되었다.
1652년 여름의 흉년을 계기로 그는 효종에게 상소를 올려 소현세자빈 민회빈 강씨의 원통함을 풀어주기를 상소하고, 청나라를 피해서 조선으로 망명한 명나라 한인(漢人)을 청나라에서 송환해줄 것을 요구하자, 효종에게 절대 중국인을 호로(胡虜)에게 보내면 안된다고 강력 반대하였다. 그해 8월 부수찬이 되었다가 9월 왕명으로 충청도 암행어사에 임명되어 대동법이 편리한지를 탐문, 조사하고 오는 임무를 맡게 되었다. 이후 부교리를 거쳐 경연시독관으로 있을 때 참찬관 민응형(閔應亨) 등과 함께 소현세자의 자녀들의 생활 문제를 공론화하고 군기가 엄하지 못하여 군정(軍政)이 무너진 것을 논하였다.
민회빈 강씨가 억울하게 죽은 것과 그 자녀는 어린데 모두 섬으로 귀양갔다가 풍토병으로 죽은 것을 당대의 사대부, 식자들이 상당수 억울하게 생각했으나 김홍욱이 물고된 것을 계기로 김집, 송준길 이외에는 아무도 말하지 못하였는데 민정중이 다시 민회빈 강씨는 억울하다며 이를 공론화시키자, 효종은 그를 처벌하려 했지만 차마 처벌하지 못하고 당대의 신하와 사대부들이 다 놀랐다. 결국 효종이 그를 인견(引見)하여 강씨의 옥사(獄事)를 취소시킬수 없음을 간곡하게 호소하였다. 그러나 그는 민회빈 강씨가 억울하게 죽었다는 생각을 꺾지 않고 이후 현종때 가서 다시 민회빈 강씨의 사면 복권을 상주하였다.

### 관료 생활
1653년(효종 4년) 1월 교리가 되었다가 다시 부교리로 임명되었고, 자신의 죄에 비해 과중한 형벌을 받은 관원들의 처벌을 개정해줄 것을 청하였다. 그해 4월 충청도암행어사로 나가 군정(軍政)이 문란한 지역의 지방 수령 6명을 보고하여 파면시켰다. 1655년(효종 6년) 10월 10일 자신이 상소를 하던 중의 말실수를 사죄하고 부교리직에서 사직을 청하였으나 오히려 효종은 이를 반려하고, 그해 11월 교리로 임명되었다. 1655년 12월 22일 노비추쇄도감(推刷都監)의 건의로 서필원(徐必遠)과 민정중을 황해도 암행어사로, 권대운, 박세성을 평안도 암행어사로 정하였으나 효종이 평안도와 황해도를 바꾸라 하여 평안도암행어사로 다녀왔다.
1656년(효종 7년) 1월 16일 홍문관교리가 되고, 임명된 직후에 올바른 인재를 등용할 것, 폭넓은 인재를 등용하여 정치에 참여시킬 것을 건의하였다. 1월 26일에는 인재를 등용하고 올바른 간언을 받아들일 것을 왕에게 상주하였고, 그의 상소로 효종은 1월 28일부터 재야의 인사들 중 발탁할 만한 인사들을 천거해서 올리도록 재상들에게 논의하게 하였다. 이때 그도 참여하여 윤휴 등을 천거하였다. 이어 신독재 김집을 포상할 것을 상소하였다. 이후 여러 번 홍문관교리에 재임명되었다. 1657년 2월 부수찬이 되어 왕에게 신하들의 상소를 받아들일 것을 상소하였다. 그해 4월 11일 부수찬이 도 ㅣ었다가 8월 26일 부교리, 9월 5일 부응교가 되었다. 이때 충청도관찰사 서필원이 전팽령(全彭齡)·곽시(郭詩)·정개청(鄭介淸) 등의 서원을 헐자 이를 비판하였으나 조정에 공론화되어 효종이 이를 묻자 전필원의 행실에 문제가 있음을 지적하였으나, 무엇이 문제인지는 밝히지 않았다.
1658년(효종 9년) 1월 부수찬이 되었다가 2월 사간원사간이 된 뒤 그해 5월 사헌부집의로 보직교체되고, 동 5월 28일 외직으로 동래부사로 부임하였다.1659년 부사직을 거쳐 예조참의(禮曹參議)에 임명되었다가 얼마 뒤 효종이 승하하자 바로 고례(古禮)에 따라 백관(百官)이 상복(喪服)을 갖추기를 청하였으나 의논이 행해지지 않았다. 결국 송시열, 송준길 등은 고례에서 서자의 상복은 1년을 입는다는 조항과 사례를 찾아내 이대로 할 것을 논하였는데, 남인인 허목과 윤휴는 왕위를 계승했는데 어떻게 차남이나 중자로 보느냐며 반박했고, 윤선도 등은 송시열 등이 소현세자를 정통으로 보는 것은 아니냐는 탄핵상소를 올리면서 정국은 혼란에 빠졌다.
1659년 새로 즉위한 현종에게 인조를 독살했다는 누명을 쓰고 죽은 민회빈 강씨의 억울함을 풀어줄 것을 청원하는 상소를 올렸고, 같은 해 병조참의에 제수되었다. 1659년 그는 상소를 올려 인조 때 역적으로 논죄되어 억울하게 죽음을 당한 소현세자빈 민회빈 강씨의 억울함을 상소하였다. 이후 민회빈 강씨의 억울함을 청하는 상소가 계속 올라와 숙종 때에 가서 복권되게 된다. 이로부터 현종으로부터 충성심을 인정받았다. 그러나 곧 아버지 민광훈이 죽어 관직에서 물러났다.
아버지 민광훈의 상을 치르고 3년상을 마쳐 상복을 벗은 뒤 사간원 대사간에 올랐으며 승정원동부승지(承政院同副承旨)가 되어 성균관의 중수와 복원을 청하였다. 그 뒤 성균관대사성이 되어 다시 성균관 중건을 청하여 허락받아 비천당(丕闡堂), 일량재(一兩齋), 벽입재(闢入齋) 건물을 다시 개보수, 중건하였다. 이어 바로 왕명으로 경기도에 파견되어 경기도 지방의 전토(田土)를 조사하여 개량(改量)하고 돌아왔다.
이후 이조참의가 되어 비변사(備邊司)와 승문원(承文院)의 제조(提調)를 겸하고 바로 이조참판으로 승진했다가 얼마 뒤 병을 이유로 사직하고 충주(忠州)로 돌아갔다. 함경도 관찰사로 나갔다. 그는 변방의 군사 요충지를 직접 살피고 성곽과 기계를 보수하였으며, 부세와 요역을 균일하게 맞추었다. 함경도관찰사로 재직 중에는 그곳의 학문을 장려하여 학풍과 문풍을 크게 일으켰다. 다시 내직으로 돌아와 홍문관부제학(弘文館副提學)에 제수되고 사헌부대사헌 등을 두루 역임하였다. 1670년(현종 11) 이조·호조·공조의 판서를 거쳐 청나라에 사신으로 다녀온 뒤 귀국후 지중추부사(知中樞府事)가 되었다. 이후 병조판서, 예조판서, 한성부판윤(漢城府判尹), 의정부좌참찬(議政府左參贊) 등을 역임하였다. 이후 우부빈객, 좌부빈객, 동지성균관사, 동지경연사, 지경연사 등을 지냈다.

### 거듭된 유배와 사망
1674년 4월 9일 형조판서가 되었다가 4월 25일 동지경연을 겸하였다. 1675년에 숭정대부(崇政大夫)가 되고 이조판서가 되었으나 자의대비가 현종의 상복을 입는 것을 놓고 갑인예송이 발생, 숙종이 남인의 손을 들어주고 남인이 집권하면서 송시열은 유배되고, 그도 사직하고 물러났다. 이후 복직되어서 판중추부사로 임명되었다. 그러나 1679년(숙종 5) 전라남도 장흥(長興)으로 귀양갔다. 1년 뒤, 허견의 옥사가 확대되면서 경신환국으로 서인이 집권, 그는 귀양에서 풀려나 대광보국숭록대부(大匡輔國崇祿大夫)로 승진하여 의정부우의정(議政府右議政), 좌의정 등을 지냈다.
1680년(숙종 6년) 보사원종공신 1등(保社原從功臣一等)에 책록되었다. 이때 허새의 옥사를 두고 서인에서 김석주, 김익훈 등이 남인에 사람을 심어 역모가 되게끔 유도한 것이 확인되면서, 정치공작에 대한 비난 여론이 서인에서 나오면서 김석주, 김익훈(金益勳) 처벌 여론이 나타나자 그는 김익훈, 김석주의 처벌을 반대하는 편에 섰고, 김익훈은 밀지(密旨)를 받고 반역을 고한 자이므로 사직(社稷)을 보위한 공이 있으니 딴 일을 끌어대어 죄줄 수 없다며 변호하는 한편 송시열이 윤선거를 죽은 뒤 조롱한 것은 지적하지 않고, 오히려 윤증(尹拯)이 송시열을 배척한 것만 지적하였다. 이 일로 서인의 일부가 그에게서 등을 돌렸다. 이후 서인이 노론과 소론으로 분당되자 그는 노론의 편에 섰다.
그는 윤휴와 윤선도 등에 대해서는 냉정했지만 남인 권대운, 김덕원 등 일부에 대해서는 잘못이 없다고 보는 입장이었다. 1685년부터는 중추부지사(中樞府知事)·판사(判事)직에 있었다. 이때 윤증과 박세채는 남인과 화해하려면 남인을 먼저 용서하고 한직에는 등용하자고 그에게 권고하였으나 스승인 송시열이나 서인의 영수 김수항 등이 반대하므로 입장을 명확히 하지 못하고 중간에서 난처한 입장에 처하게 되었다.
1689년(숙종 15) 기사환국으로 다시 남인이 득세하자 벽동(碧潼)에 유배되어 위리안치(圍籬安置)형을 받았다. 그는 평소에 풍비(風痺)로 고생했는데, 풍증을 앓는 상태에서 유배되었다. 저서로는 《노봉문집》, 《노봉연중설화》, 《임진유문》 등을 남겼으며 글씨를 잘 썼다. 1692년 6월 25일 유배지에서 사망하였다. 1694년 갑술환국이 일어나 서인이 득세하자 신원, 관직을 회복하였다.

### 사후
갑술환국으로 서인이 집권하자, 시신은 경기도 양주군으로 옮겨 장례를 치렀다가 뒤에 여주로 이장되었다. 현종의 묘정(廟庭)과 양주 석실서원(石室書院), 충주 누암서원(樓巖書院), 장흥 원도리 연곡서원(淵谷書院), 함흥 운전서원(雲田書院), 벽동 구봉서원(九峯書院), 정평 망덕서원(望德書院) 등에 제향되었다. 시호는 문충(文忠)이다.
그의 4대손 선공감가감역 민경혁의 딸이 인평대군의 후손 이채중에게 시집가는데, 이채중이 다시 은신군의 사후 양자가 되면서 남연군에 책봉되고 왕위계승권에 오르게 되었다. 따라서 민정중은 흥선대원군의 외6대조가 된다.

## 묘소
《민정중 선생 묘》는 경기도 여주시 상거동에 있다. 1986년 4월 10일 여주시의 향토유적 제4호로 지정되었다.

## 저서 및 글씨
- 저서
  - 《노봉집》
  - 《노봉연중설화 老峯筵中說話》
  - 《임진유문(壬辰遺聞)》
  - 《연행일기(燕行日記)》

- 글씨
  - 〈우상이완비 右相李浣碑〉
  - 〈개성부유수민심언표 開城副留守閔審言表〉
  - 〈개심사대웅전편액 開心寺大雄殿扁額〉

- 문화재
  - 장흥 연곡서원 노봉선생문집목판 - 전라남도 유형문화재 제218호

## 가족관계
- 할아버지 : 민기(閔機)
- 할머니 : 남양 홍씨 - 홍익현(洪翼賢)의 딸
- 아버지 : 민광훈(閔光勳)
- 어머니 : 연안 이씨(이광정의 딸, 허잠의 외손녀, 허적의 고종누이)
  - 형 : 민시중(閔蓍重) - 민영휘의 7대조
  - 형수 : 풍산 홍씨(홍탁의 딸. 정명공주의 시질녀)
  - 동생 : 민유중(閔維重) - 인현왕후의 부친, 명성황후 민씨의 6대조, 고종의 외7대조
- 전실(前室) : 평산신씨 - 신승(申昇, 신익성과 정숙옹주의 아들)의 딸
- 계실(繼室) : 남양홍씨 - 홍처윤(洪處尹, 홍명원의 아들, 홍처후[7])
  - 아들 : 민진장(閔鎭長)[8]
  - 자부 : 남이성(南二星)의 딸
    - 손자 : 민재수(閔在洙) - 민영찬의 5대조부
    - 손자 : 민계수(閔啓洙)
    - 손자 : 민덕수(閔德洙)
    - 손자 : 민학수(閔學洙)
    - 손자 : 민안수(閔安洙) - 흥선대원군의 외고조부

  - 딸 : 이인식(李寅烒)에게 출가
- 계실(繼室) : 전주 이씨 - 전평군 이경정(李慶禎)의 딸[9]
- 첩실 : 전주이씨(이숙의 서녀[10], ? ~ 1680년)
  - 서녀 : 여흥민씨(1663년 8월 11일, ~ 1680년 9월 17일)
  - 사위 : 이훤(李煊)

## 기타
민정중의 첩 전주이씨는 이숙의 딸이다. 민정중은 자신의 첩 전주이씨가 낳은 서녀가 아이를 낳다 죽자, 직접 묘비문을 직접 짓기도 했다. 이는 민정중의 문집 노봉문집의 제9권 묘표(墓表)편에 이훤 아내의 묘표(李煊妻墓表)에 수록되어 있다.
이훤 아내의 묘표(李煊妻墓表)

유인(孺人) 민씨(閔氏)는 의정부 좌의정(議政府左議政) 정중(鼎重)의 딸이다. 어머니는 이씨(李氏)로, 숭정(崇禎) 계묘년(1663, 현종4) 8월 11일에 민씨를 낳았다. 말을 할 줄 알면서부터 어른들이 볼 때마다 그 현명하고 정숙함을 칭찬하였다. 점차 자라면서 계부(季父) 영돈녕부사공(領敦寧府事公) 유중(維重)이 아이에게 지식이 있음을 기뻐하며 더욱 장려하고 사랑하였다.

나이 17세에 경주(慶州) 이훤(李煊)에게 시집을 갔다. 시부모가 몹시 아끼며 항상 말하기를 “이 며느리가 나를 잘 섬기니, 익힌 예법이 법도에 맞구나.”라고 하였고, 적고(嫡姑)의 상을 당해 또 슬픔과 공경을 모두 극진히 하는 것에 감탄하였다. 경신년(1680, 숙종6) 여름에 이 아비가 유배지에서 기용돼 재상에 임명되어 근친(覲親)하기 위해 서울로 들어왔는데, 산후병으로 인해 9월 17일 마침내 세상을 떠났으니, 아아, 슬프도다. 신유년(1681, 숙종7) 정월 7일에 이씨 집안 선산의 왼쪽 오좌(午坐 정북향)의 언덕에 옮겨 장사 지냈으니, 바로 흥원(興原)의 강북쪽 영취산(靈鷲山) 아래 행재동(行齋洞)이다. 큰오라비인 진장(鎭長)이 가서 그 일을 맡았다.

우리 민씨는 본관이 여흥(驪興)이다. 고려(高麗)의 평장사(平章事) 휘(諱) 영모(令謨)와 대제학(大提學) 휘 유(愉)는 바로 먼 조상이다. 증조는 경주 부윤(慶州府尹)을 지내고 영의정(領議政)에 추증된 휘 기(機)이고, 할아버지는 강원도 관찰사(江原道觀察使)를 지내고 영의정에 추증된 휘 광훈(光勳)이다. 그 어미는 본래 선원(璿源 조선 왕조)의 계파에서 나왔으니, 전평군(全平君) 이경정(李慶禎)이 바로 아버지이다. 이훤의 조상은 신라(新羅)의 좌명대신(佐命大臣) 알평(謁平)에서 나왔다. 아버지는 이인보(李仁寶)로 사옹원 참봉(司饔院參奉)을 지냈다. 할아버지는 휘 이직(李溭)으로 동지중추부사(同知中樞府事)를 지냈고, 모관(某官)에 추증되었다. 증조는 휘 이유일(李惟一)로 모관에 추증되었다.

아아, 내가 이 딸을 곡한 지 채 수십 일도 되지 않아 그 소생인 아들 또한 죽어, 뒤따라 묘 옆에 묻었다. 또 그 동기간 6명 모두 앞뒤로 요절한 지 4년도 되지 않았는데 그 어미 역시 슬픔에 몸이 상하여 연달아 세상을 떠나고 말았다. 생각건대 이 한 줌의 무덤을 누가 다시 기억하겠는가. 옛 예법에 따라 하나의 작은 비석을 세워 이와 같이 그 세계(世系)를 간략하게 기록하였다. 아아, 애통하도다. 그 아비가 눈물을 흘리며 적다.

李煊妻墓表

孺人閔氏。議政府左議政鼎重之女也。其母曰李。以崇禎癸卯八月十一日生。自能言。長老見之。輒稱其明淑。稍長。季父領敦寧府事公維重喜其有知識。奬愛有加。年十七。歸于慶州李煊。舅姑甚愛之。常曰。是善事我。習禮中度。及遭其嫡姑喪。又歎其哀敬兩盡。庚申夏。其父起謫拜相。爲覲入京。因產感疾。九月十七日。竟不起。嗚呼痛哉。辛酉正月初七日。歸祔于李氏先壟之左負午之原。卽興原江北靈鷲山下行齋洞也。其嫡兄鎭長往莅其事。我閔系出驪興。高麗平a129_220d章事諱令謨，大提學諱愉。乃其遠祖也。曾祖慶州府尹贈領議政諱機。祖江原道觀察使贈領議政諱光勳。其母本自璿派。全平君慶禎是爲考。煊之先。出自新羅佐命大臣謁平。父仁寶。司饔院參奉。祖諱溭。同知中樞府事。贈某官。曾祖諱惟一。贈某官。嗚呼。余哭此女未數旬。其所生男亦不育。追瘞之墓側。而又其同胞六人。皆先後夭死。不四年。而其母亦傷毀繼逝。惟茲一抔之託。誰復識之。用遵古禮。立一小石。略記其世系如斯。嗚呼痛哉。其父泣書。

여기서 '적고(嫡姑)의 상을 당해 또 슬픔과 공경을 모두 극진히 하는 것에 감탄하였다.(及遭其嫡姑喪。又歎其哀敬兩盡)', '이씨 집안 선산의 왼쪽 오좌(午坐 정북향)의 언덕에 옮겨 장사 지냈으니, 바로 흥원(興原)의 강북쪽 영취산(靈鷲山) 아래 행재동(行齋洞)이다. 적형(정실 큰오라비)인 진장(鎭長)이 가서 그 일을 맡았다.(歸祔于李氏先壟之左負午之原。卽興原江北靈鷲山下行齋洞也。其嫡兄鎭長往莅其事)'라고 하여 서출임을 언급하였다. 그러나 민정중은 민정중의 딸(議政府左議政鼎重之女也), 이 아비, 그 아비라 칭하였다. '이 아비가 유배지에서 기용돼 재상에 임명되어 근친(覲親)하기 위해 서울로 들어왔는데, 산후병으로 인해 9월 17일 마침내 세상을 떠났으니, 아아, 슬프도다.(其父起謫拜相。爲覲入京。因產感疾。九月十七日。竟不起。嗚呼痛哉。辛酉正月初七日)'
'아아, 내가 이 딸을 곡한 지 채 수십 일도 되지 않아 그 소생인 아들 또한 죽어, 뒤따라 묘 옆에 묻었다. 또 그 동기간 6명 모두 앞뒤로 요절한 지 4년도 되지 않았는데 그 어미 역시 슬픔에 몸이 상하여 연달아 세상을 떠나고 말았다. 생각건대 이 한 줌의 무덤을 누가 다시 기억하겠는가. 옛 예법에 따라 하나의 작은 비석을 세워 이와 같이 그 세계(世系)를 간략하게 기록하였다. 아아, 애통하도다. 그 아비가 눈물을 흘리며 적었다.(嗚呼。余哭此女未數旬。其所生男亦不育。追瘞之墓側。而又其同胞六人。皆先後夭死。不四年。而其母亦傷毀繼逝。惟茲一抔之託。誰復識之。用遵古禮。立一小石。略記其世系如斯。嗚呼痛哉。其父泣書。)'라고 하였다.
송시열의 문인이었던 민정중은 천하동례(天下同禮)라는 송시열의 가르침 대로, 자신의 서녀에게도 스스로 아버지라 칭하고, 이 아비, 그 아비, 자신의 딸이라 칭하였다.

## 관련 작품

### 드라마
- 《인현왕후》 (MBC, 1988년~1988년, 배우:강성욱)
- 《장희빈》 (SBS, 1995년~1995년, 배우:오승명)

## 같이 보기
| - 민유중 - 인현왕후 - 송시열 - 송준길 - 허적 - 김수항 - 허목 | - 윤휴 - 민시중 - 민광훈 - 이광정 - 이경정 |

## 참고자료
- 민정중(閔鼎重) - 한국학중앙연구원